# Санта Кроче (Белуно)
Санта Кроче (итал. Santa Croce) је насеље у Италији у округу Белуно, региону Венето.
Према процени из 2011. у насељу је живело 217 становника. Насеље се налази на надморској висини од 428 м.